# John Fisher
John Fisher, ovvero Giovanni Fisher (Beverley, 19 ottobre 1469 – Londra, 22 giugno 1535), è stato un cardinale, vescovo cattolico e umanista inglese, fatto decapitare con l'accusa di lesa maestà da Enrico VIII per la sua opposizione all'annullamento del matrimonio con Caterina d'Aragona; è venerato come santo e martire dalla Chiesa cattolica e dalla Chiesa anglicana.

## Biografia
Figlio di Robert Fisher, ricco mercante, e di sua moglie Agnes, tra il 1484 ed il 1501 studiò a Cambridge, dove conseguì il dottorato in teologia: restò a Cambridge come professore, e nel 1504 venne eletto Cancelliere dell'Università. Ebbe contatti con i migliori intellettuali europei del suo tempo: dietro suo invito, Erasmo da Rotterdam si recò in Inghilterra e gli fece visita.

### L'episcopato
Il 17 dicembre 1491 era stato ordinato sacerdote a York e nominato vicario di Northallerton: nel 1497 la contessa Margherita Beaufort di Richmond e Derby, madre del futuro sovrano Enrico VII Tudor, lo scelse come cappellano e confessore personale.
Vescovo di Rochester dal 1504 (con diritto di sedere nella Camera dei Lord), fu tutore del principe Enrico e venne nominato rappresentante della corona inglese al Concilio Lateranense V (1512).
Si alienò il sostegno di Enrico VIII prima opponendosi a tutti i provvedimenti tesi a rafforzare il controllo della corona inglese sull'episcopato e poi dando parere negativo alla richiesta di invalidità della dispensa di papa Giulio II che aveva permesso il matrimonio del sovrano con Caterina d'Aragona. Nel 1531 si oppose al conferimento al re del titolo di Supremo capo della Chiesa d'Inghilterra e poi all'Atto di Supremazia (1534), con il quale ogni decisione ecclesiastica da parte dell'episcopato veniva subordinata all'approvazione regia.

### Gli ultimi anni
Intanto Enrico, ottenuta dal papa la nomina di Thomas Cranmer (suo sostenitore) ad arcivescovo di Canterbury, sposò segretamente Anna Bolena ed ebbe da lei una figlia; dopo il suo rifiuto di riconoscere l'illegittimità dei figli nati dal matrimonio di Enrico con Caterina d'Aragona, il 13 aprile del 1534 venne fatto arrestare con Tommaso Moro con l'accusa di lesa maestà (che prevedeva la pena di morte) e venne fatto rinchiudere nella Torre di Londra. Il re dichiarò vacante la sede di Rochester.
Il 17 giugno 1535 contro Moro e Fisher venne emessa la sentenza di morte per decapitazione: nella speranza di risparmiargli il supplizio, papa Paolo III lo creò cardinale del titolo di San Vitale nel concistoro del 21 maggio 1535 ed offrì al Fisher (ormai malato) la possibilità di trascorrere il resto dei suoi giorni in esilio a Roma. Enrico VIII negò al cardinale la possibilità di recarsi in Italia.
La sentenza venne eseguita alle 10 del 22 giugno 1535 nella Torre di Londra: la sua testa rimase esposta all'ingresso del ponte di Londra fino al 6 luglio, quando venne gettata nel Tamigi e sostituita da quella di Tommaso Moro. Il suo corpo nudo rimase esposto per tutto il giorno sul patibolo e venne seppellito senza cerimonie in una tomba anonima del cimitero di Ognissanti: in seguito venne traslato nella cappella di San Pietro in Vincoli nella Torre.

## Il culto
Fu uno dei cinquantaquattro martiri inglesi proclamati beati da papa Leone XIII il 29 dicembre del 1886. Fu canonizzato da papa Pio XI il 19 maggio 1935: nella stessa cerimonia venne ascritto al numero dei santi Tommaso Moro, insieme al quale Giovanni Fisher viene commemorato il 22 giugno.
Il suo culto è vivo anche presso la Chiesa anglicana, che però fissa per la celebrazione della sua memoria la data del 6 luglio.

## Genealogia episcopale
La genealogia episcopale è:
- Cardinale Vital du Four
- Arcivescovo John de Stratford
- Vescovo William Edington
- Arcivescovo Simon Sudbury
- Vescovo Thomas Brantingham
- Vescovo Robert Braybrooke
- Arcivescovo Roger Walden
- Cardinale Henry Beaufort
- Cardinale Thomas Bourchier
- Cardinale John Morton
- Vescovo Richard Fox
- Arcivescovo William Warham
- Cardinale John Fisher